# Phorbas plumosus
Phorbas plumosus är en svampdjursart som först beskrevs av Montagu 1818.  Phorbas plumosus ingår i släktet Phorbas och familjen Hymedesmiidae. Inga underarter finns listade i Catalogue of Life.